# Олинфская война (349—348 до н. э.)
Олинфская война (349—348 годы до н. э.) — военный конфликт между Македонским царством, с одной стороны, и Халкидским союзом и Афинами — с другой.
Македонский царь Филипп II вёл экспансионистскую политику по расширению границ своего государства. Официальным поводом для нападения на Халкидский союз стало предоставление его главным городом Олинфом убежища двум царским братьям и потенциальным претендентам на престол. Олинфяне надеялись на помощь Афин, которые также находились в состоянии войны с Македонией. Хоть Афины в течение войны и отправляли три экспедиции на помощь Халкидскому союзу, лишь одна, и та безуспешно, участвовала в военных действиях.
В 348 году до н. э. после продолжительной и кровопролитной осады Олинф пал, так и не дождавшись помощи из Афин, так как из-за сильных северных ветров афинское войско под командованием Хареса не смогло вовремя доплыть до Халкидик. Олинф был разрушен до основания, а богатые ресурсами земли Халкидского союза вошли в состав Македонии.

## Предыстория
Олинф в IV веке до н. э. был главным из 32 полисов Халкидского союза, политического объединения городов Северной Греции на полуострове Халкидики. На северо-западе Халкидский союз граничил с Македонией. В начале правления Филиппа II македоняне, находясь в окружении врагов, заключили в 357/356 году до н. э. с Олинфом союз, условием которого была передача халкидянам Анфемунта и Потидеи, которая до завоевания контролировалась Афинами.
Отношения Олинфа и Македонии не были дружественными. Халкидский союз неоднократно вмешивался в междинастические споры царского рода Аргеадов и внутренние дела Македонии. Около 350/349 года до н. э. олинфяне дали приют двум сводным братьям Филиппа II и потенциальным претендентам на престол Арридею и Менелаю. К этому времени положение Филиппа II было значительно более прочным, чем в начале правления, и он мог строить планы по завоеванию соседних территорий, в том числе и Халкидского союза. Официальным поводом для начала войны стал отказ Олинфа Филиппу II выдать царских братьев.

## Военные действия
Осенью 349 года до н. э. Филипп II вторгся в Халкидики. Вначале он осадил, а затем разрушил Стагиру. После этого Стратоникея, Аканф, Аполлония и Аретуса предпочли без сопротивления открыть городские ворота перед македонским войском.
На этом фоне олинфяне, немотря на предшествующие разногласия, в сентябре или октябре 349 года до н. э. отправили послов в Афины с просьбой о помощи. На тот момент Афинами руководили лица из так называемой «партии Евбула», которые стремились уберечь Афины от большой войны с Македонией. Одновременно, представитель другой политической группы Демосфен выступил перед Народным собранием с несколькими речами и смог убедить демос оказать помощь Олинфу. В Халкидики отправили эскадру в 30 кораблей с двумя тысячами наёмников-пельтастов под командованием Хареса. По прибытии Харес обнаружил, что Филипп II ушёл из-под Олинфа и отправился в Фессалию, чтобы усмирить мятежные Феры.
В марте 348 года до н. э. войско Филиппа II вновь вторглось в Халкидики. На этот раз ему противостояло халкидское войско, которое состояло из 10 тысяч пеших воинов и тысячи всадников, а также 4 тысячи наёмников и 150 всадников афинского военачальника Харидема, прибывшего на помощь Олинфу из Херсонеса Фракийского. Согласно Диодору Сицилийскому, Филипп II победил халкидян в двух сражениях и захватил «без боя путём предательства» олинфский порт Мекиберну, чем обеспечил морскую блокаду подвоза в Олинф продовольствия и вооружений. После этого македонский царь заявил, что «либо олинфянам не жить в Олинфе, либо ему — в Македонии». На этом фоне олинфяне отправили очередное посольство в Афины с просьбой прислать набранное из афинских граждан войско. Вопрос был вновь вынесен на Народное собрание, где выступил Демосфен, и на помощь Олинфу был отправлен Харес с войском из двух тысяч пеших воинов и 300 всадников. Возможно, Демосфен убедил афинян в слабости македонян. Также, в Афинах надеялись, что после победы в Халкидиках они смогут вернуть себе контроль над захваченным Филиппом II в 357 году до н. э. Амфиполем. Помощь афинян никак не повлияла на судьбу Олинфа, так как из-за сильных северных ветров Харес достиг северного побережья Эгейского моря, когда война была завершена. По одной из версий, Филипп II специально выбрал время нападения, когда дует северный ветер мельтеми, который помешал афинянам прийти на помощь Олинфу. Ещё по одной версии, македонский царь спровоцировал в 348 году до н. э. военные действия на Эвбее, чтобы отвлечь часть афинских сил.
Пока в Афинах проходили обсуждения о помощи Олинфу, Филипп II вёл осаду. Согласно античным источникам, македоняне после нескольких кровопролитных и неудачных штурмов смогли подкупить двух гиппархов Евфикрата и Ласфена и в начале осени 348 года до н. э. захватили город. Ю. Борза поставил под сомнение свидетельство Диодора. Он отмечал большое количество наконечников македонских стрел и ядер, которые нашли археологи на руинах Олинфа. По мнению историка, античные свидетельства о предательстве являются следствием афинской пропаганды, которая приуменьшала победы Филиппа II. Ю. Борза считал, что олинфяне храбро сражались до конца, так и не дождавшись помощи из Афин, на которую возлагали свои основные надежды. После захвата Олинф был разграблен и разрушен до основания. Часть его жителей убили, часть — продали в рабство.

## Последствия
После завоевания Олинфа Филипп II стал неограниченным правителем Северной Греции. Македонский царь получил не только новые территории, но и массивы корабельного леса, а также богатые серебряные и золотые рудники. Это позволило Филиппу II наполнить казну и оплачивать последующие войны. Халкидскую монету, которая имела широкое хождение в регионе, сменила македонская. Также к Филиппу II попали в плен и были казнены два его брата, которые имели притязания на царскую власть. В середине IV века до н. э. осада городов, особенно крупных, представляла крайне сложную задачу. При низком уровне осадного искусства крупные города редко захватывались штурмом. Разрушение Олинфа имело психологический эффект, так как не только показывало способность македонян выполнять столь сложные в военном плане задачи, но и предостерегало другие города от ожесточённого сопротивления.
По мнению Н. Хаммонда, результат Олинфской войны был для Афин катастрофическим. На фоне одновременного разрушения Олинфа и поражения на Эвбее Афины оказались в изоляции, так как другие полисы не рискнули начинать военные действия против Филиппа II. В городе стали искать виновников поражения. Так, к примеру, Харес, который не смог вовремя прийти на помощь Олинфу, предпочёл несколько лет находиться вне Афин. В историографии существует мнение, что после поражения в Олинфской войне в Афинах усилилась антимакедонская партия Демосфена. Данное утверждение не является общепринятым, так как ведущие позиции в городе сохраняли сторонники Евбула. Cреди пленников македонян оказались несколько афинян. В последующие несколько лет вопрос об их освобождении стал важным фактором афино-македонских взаимоотношений. В самих Афинах осудили разрушение Олинфа и предоставили убежище всем его уцелевшим жителям. В 346 году до н. э. Афины были вынуждены заключить выгодный для македонян Филократов мир.

### Исследования
- Белох К. Ю. Греческая история: в 2 т. / пер. с нем. М. О. Гершензона; под ред. и со вступ. ст. Ю. И. Семёнова.. — М.: Государственная публичная историческая библиотека России, 2009. — Т. 2: Кончая Аристотелем и завоеванием Азии. — ISBN 978-5-85209-215-1.
- Борза Ю. История античной Македонии (до Александра Великого) / пер. с англ. М. М. Холода при участии А. Бодрова, О. и В. Иванцовых, 3. Барзах; научная ред. и вступ. статья М. М. Холода; приложения М. М. Холода, Э. Д. Фролова и Ю. Н. Кузьмина. — СПб.: Нестор-История, 2013. — 592 с. — (Историческая библиотека). — ISBN 978-5-44690-015-2.
- Верлинский А. Л. Из Афин в Стагиры — из Стагир в Афины: об одном предложении из утраченного письма Аристотеля (Arist. Fr. 669 Rose) // Philologia Classica. — СПб.: Издательство Санкт-Петербургского государственного университета, 2014. — Т. 9. — С. 42—88. — ISSN 2618-6969.
- Кембриджская история древнего мира / под редакцией Д.-М. Льюиса, Дж. Бордмэна, С. Хорнблоуэра, М. Оствальда. Перевод, научное редактирование, примечания А. В. Зайкова. — М.: Ладомир, 2017. — Т. VI. Четвёртый век до нашей эры. Второй полутом. — 720 с. — ISBN 978-5-86218-542-3.
- Клеймёнов А. А. Кампания 356 г. до н. э. как образец полководческого искусства Филиппа II // Проблемы истории, филологии, культуры. — 2014. — Вып. 46, № 4. — С. 11—19. — ISSN 2658-316X.
- Уортингтон Й[нем.]. Филипп II Македонский. — СПб. — М.: Евразия — ИД Клио, 2014. — 400 с. — ISBN 978-5-91852-053-6.
- Хаммонд Н. История Древней Греции / Пер. с англ. Л.А. Игоревского. — М.: Центрполиграф, 2008. — ISBN 978-5-9524-3490-5.
- Cawkwell G. L. The Defence of Olynthus (англ.) // The Classical Quarterly. — Cambridge University Press, 1962. — Vol. 12, no. 1. — P. 122—140. — JSTOR 638035.
- Hammond N. G. L., Griffith G. T. A History of Macedonia (англ.). — Oxford: Clarendon Press, 1979. — Vol. II: 550-336 B.C.. — ISBN 0-l9-814814-3.